# Uno di quei giorni
Uno di quei giorni è un singolo del rapper italiano J-Ax, pubblicato il 5 dicembre 2014 come primo estratto dal quinto album in studio Il bello d'esser brutti.

## Descrizione
Quinta traccia di Il bello d'esser brutti, Uno di quei giorni è stato realizzato in duetto con la cantante pop soul Nina Zilli, che canta il ritornello. Riguardo a questo brano, lo stesso J-Ax ha affermato:

## Video musicale
Il videoclip, diretto da Fabrizio Conte, è stato pubblicato l'8 gennaio 2015 attraverso il canale YouTube del rapper.

## Classifiche
| Classifica (2015) | Posizione massima |
| ----------------- | ----------------- |
| Italia            | 26                |